# Długa Skała z Półką

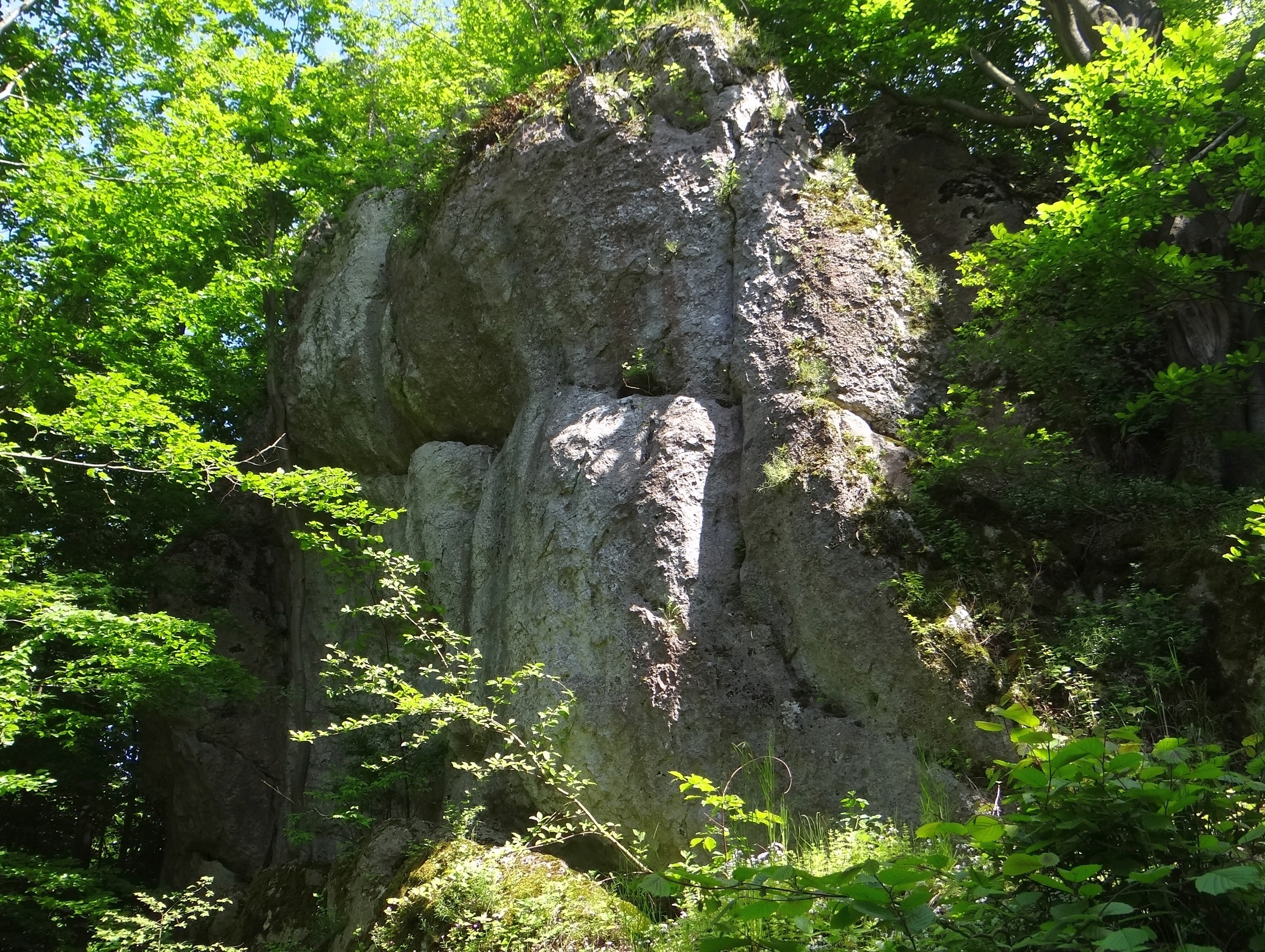

Długa Skała z Półką – skała na Długiej Górze na Wyżynie Częstochowskiej, w miejscowości Złożeniec w województwie śląskim, w powiecie zawierciańskim, w gminie Pilica. Należy do tzw. Ryczowskiego Mikroregionu Skałkowego.
Długa Skała z Półką znajduje się w lesie na grzbiecie Długiej Góry. Zbudowana jest z wapieni skalistych, ma pionowe lub przewieszone ściany z zacięciem i wysokość do 15 m. Uprawiana jest na niej wspinaczka skalna.

## Drogi wspinaczkowe
W 2011 r. na północno-zachodniej ścianie Grzegorz Retinger poprowadził 5 dróg wspinaczkowych o trudności od IV do VI.5+ w skali trudności Kurtyki. Startuje się do nich z wysokości kilku metrów nad ziemia, z wyraźnej półki. 4 drogi mają zamontowane stałe punkty asekuracyjne: ringi (r), stanowisko zjazdowe (st) lub ring zjazdowy (rz), na dwóch wspinaczka tradycyjna (trad.). Jest też jeden projekt.
1. Lewa rysa; IV, 10 m, trad.
2. Dyskalkulia; 4s + rz, VI.5, 10 m
3. Projekt otwarty; 3s + st, 10 m
4. Układanka; 3s + st, VI.2, 10 m
5. Skakanka; 3s + rz, VI.3+, 10 m
6. Prawa rysa; V, 10 m, trad.[1]